# Pablo (Kuifje)
Pablo is een stripfiguur die voorkomt in de stripboekenserie Kuifje.
Pablo is een man uit de bananenrepubliek San Theodoros, waar hij werkt voor de generaal Alcazar. Hij kijkt vrijwel altijd nors en heeft dikke wenkbrauwen en een grote, licht krullende, zwarte snor.

## Pablo in de stripverhalen
Kuifje komt voor het eerst in aanraking met Pablo als deze een aanslag op Kuifje wil plegen, in Het gebroken oor. Dit wil Pablo doen omdat hij vindt dat Kuifje - die in het verhaal generaal Alcazar helpt - een ongunstige invloed heeft op de generaal. De aanslag mislukt, maar Kuifje schenkt Pablo genade. Later dankt Pablo Kuifje hiervoor door Kuifje uit een gevangenis helpen te ontsnappen.
In Kuifje en de Picaro's doet Pablo alsof hij Kuifje wil helpen ontsnappen uit de handen van generaal Tapioca, maar dit blijkt een hinderlaag te zijn. Ook nu schenkt Kuifje hem genade. Bobbie en Kapitein Haddock hebben geen vertrouwen in Pablo, getuige hun commentaar als Kuifje Pablo vergiffenis schenkt.